# Cinnamomum bonii
Cinnamomum bonii är en lagerväxtart som beskrevs av Paul Lecomte. Cinnamomum bonii ingår i släktet Cinnamomum och familjen lagerväxter. Inga underarter finns listade i Catalogue of Life.